# NGC 3457
NGC 3457 је спирална галаксија у сазвежђу Лав која се налази на NGC листи објеката дубоког неба.
Деклинација објекта је + 17° 37' 17" а ректасцензија 10h 54m 48,6s. Привидна величина (магнитуда) објекта NGC 3457 износи 12,3 а фотографска магнитуда 13,2. Налази се на удаљености од 20,7000 милиона парсека од Сунца. NGC 3457 је још познат и под ознакама NGC 3460, UGC 6030, MCG 3-28-32, CGCG 95-65, PGC 32787.